# Oligotricha striata
Oligotricha striata är en nattsländeart som först beskrevs av Carl von Linné 1758.  Oligotricha striata ingår i släktet Oligotricha och familjen broknattsländor. Arten är reproducerande i Sverige. Inga underarter finns listade i Catalogue of Life.

## Bildgalleri

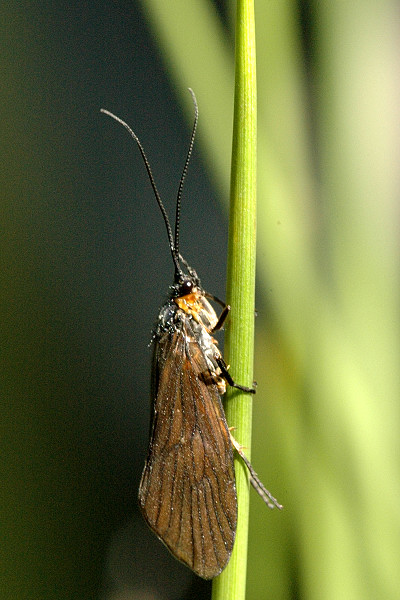
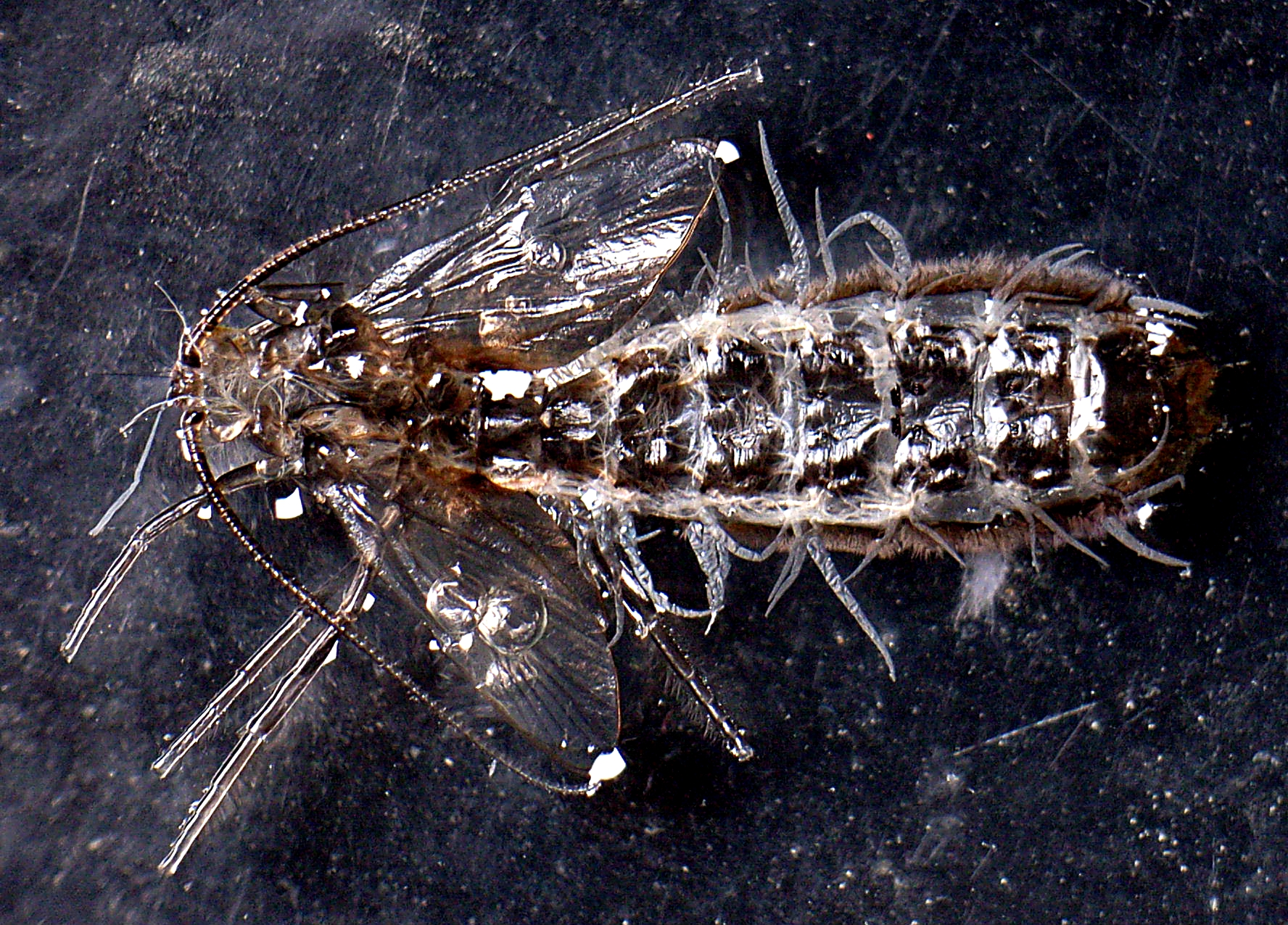
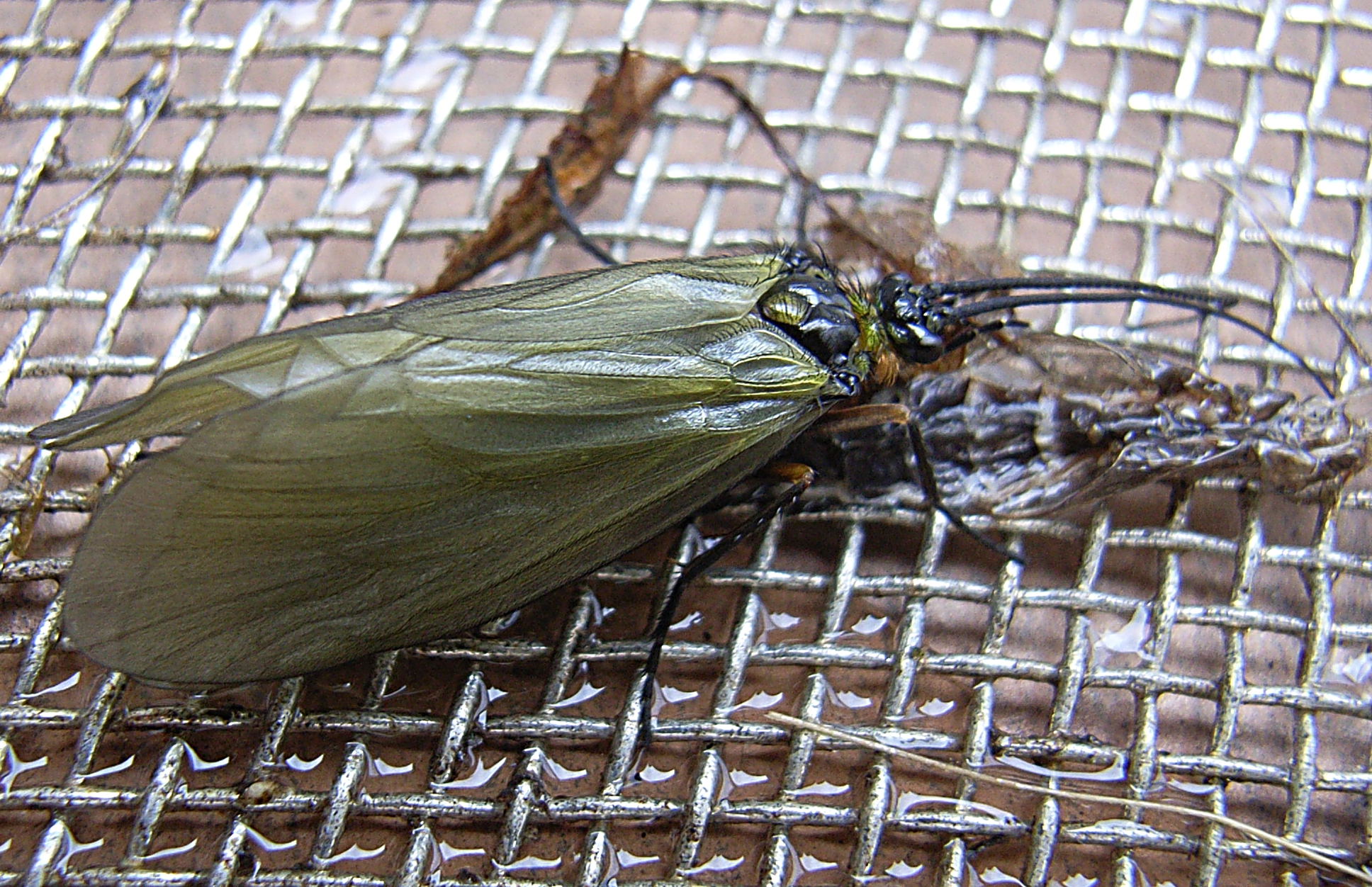
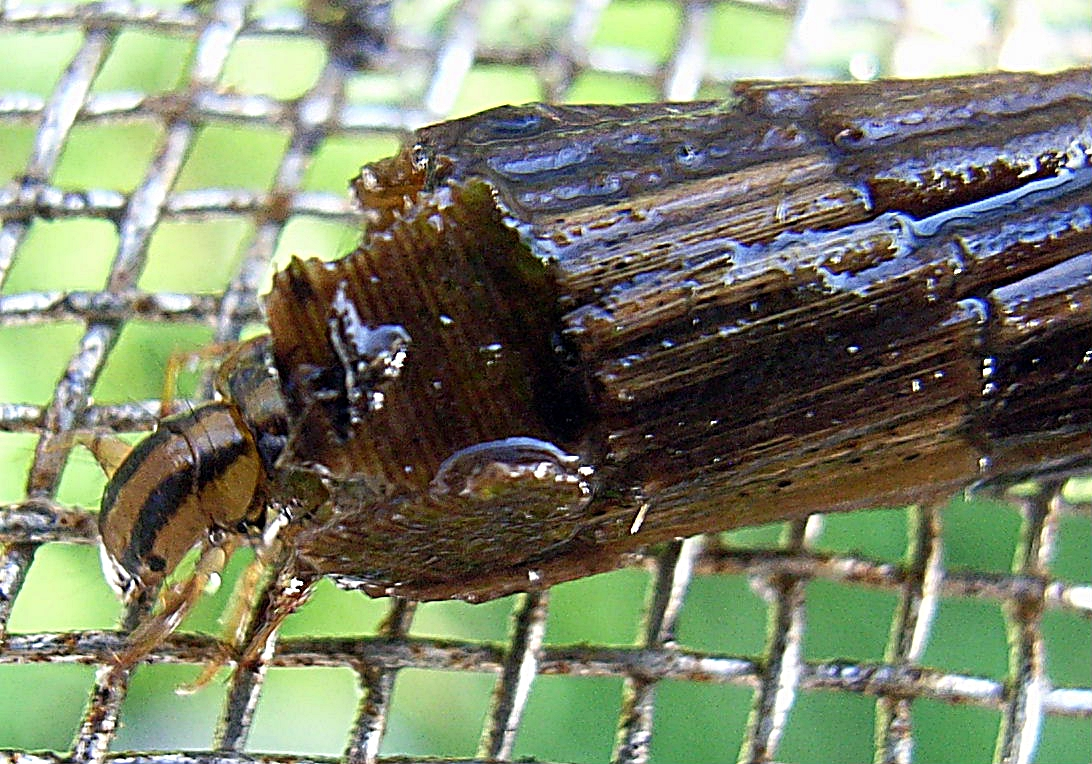
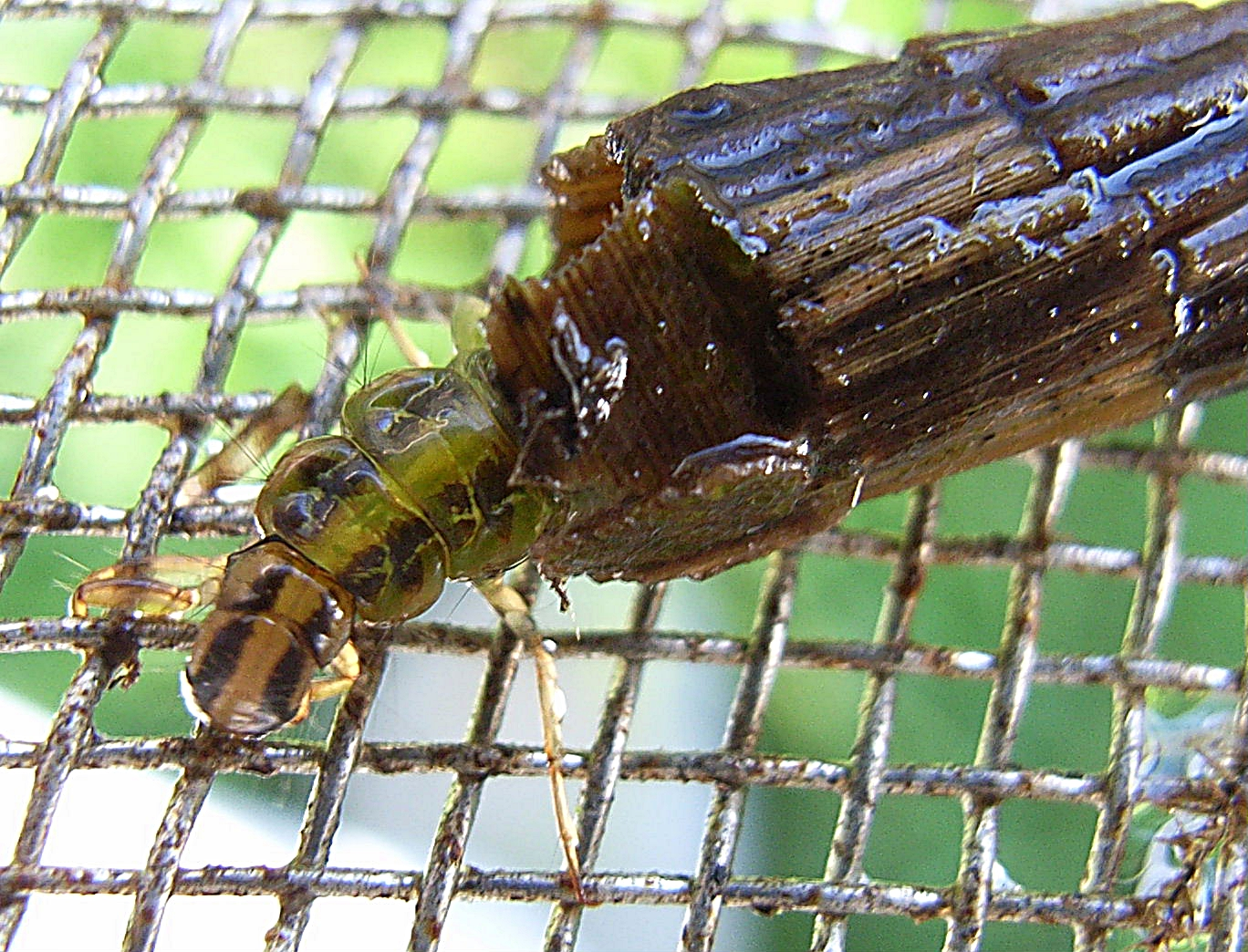
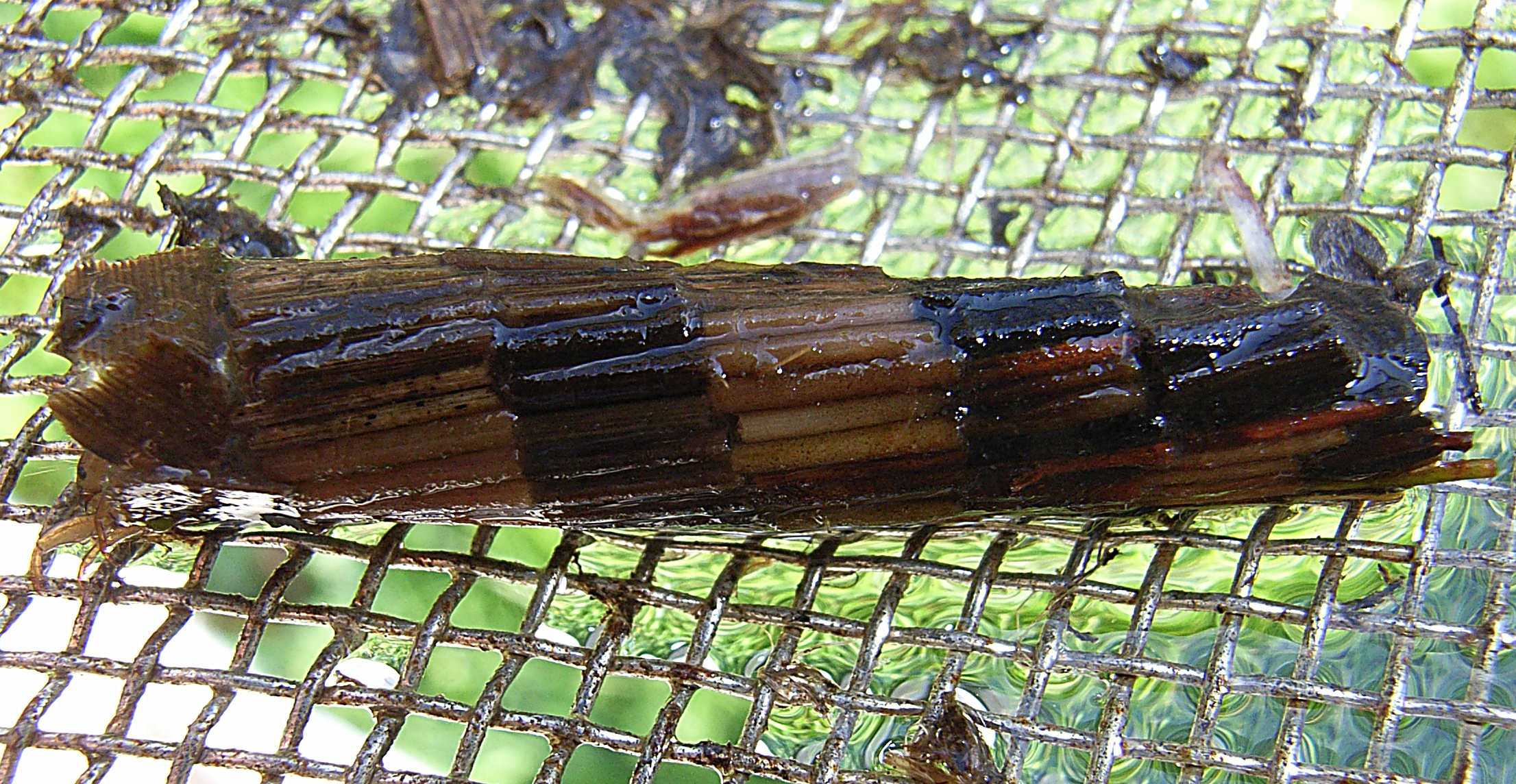